# St. Nikolai (Kleineichstädt)

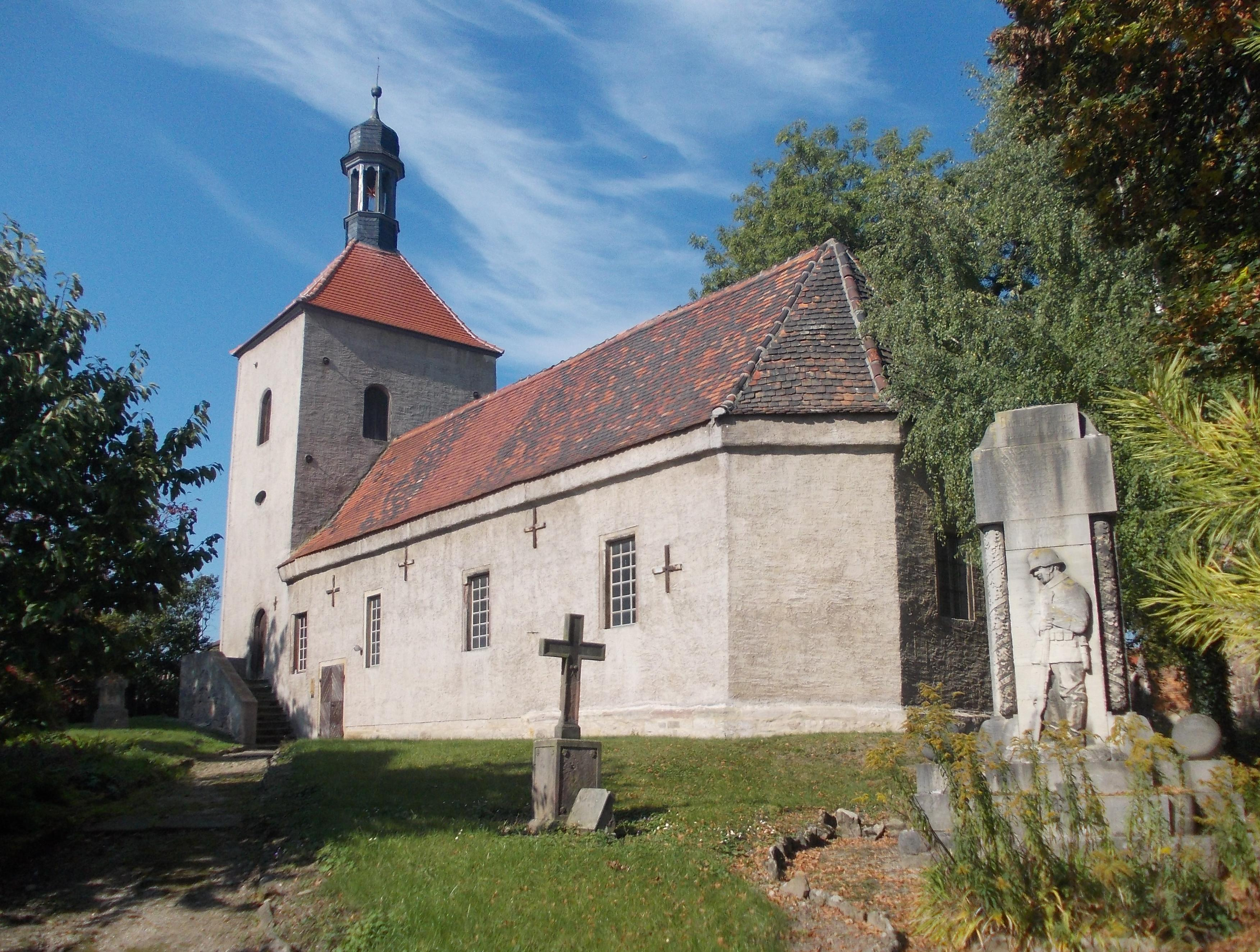
Dorfkirche St. Nikolai in Kleineichstädt

St. Nikolai oder St. Nikolaus ist eine denkmalgeschützte Dorfkirche im Ortsteil Kleineichstädt des Ortes Grockstädt der Stadt Querfurt in Sachsen-Anhalt. Im örtlichen Denkmalverzeichnis ist sie unter der Erfassungsnummer 094 05926 als Baudenkmal verzeichnet.

## Geschichte
Die Kirche geht in ihrer Grundform auf ein romanisches Bauwerk zurück, das im 15. oder 16. Jahrhundert um einen dreiseitigen Chor erweitert wurde. Bereits 1506 bestand hier eine eigene Pfarrstelle. 1627 wurden das Innere erneuert und neue Emporen eingebaut. Kurz danach, 1631, wurde die Kirche durch kaiserliche Truppen geplündert und die Kirchenfenster wurden zerstört. Bis 1701/02 war der Wiederaufbau abgeschlossen, auch eine neue Innenausstattung wurde gefertigt. 2010–2012 wurde die Kirche restauriert.

## Architektur und Ausstattung

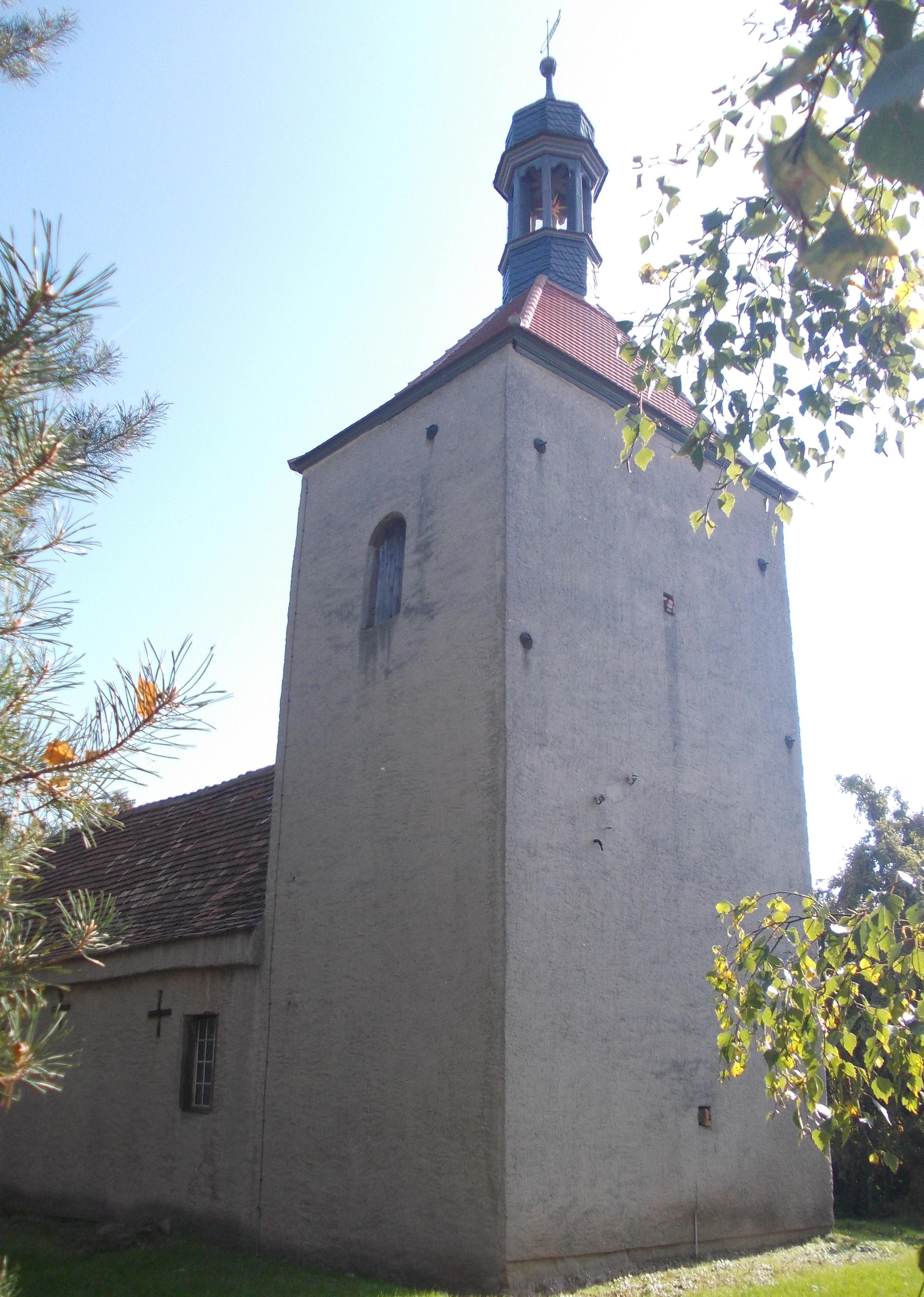
Westturm

Die Kirche ist ein einschiffiger barocker, im Kern romanischer Saalbau mit dreiseitigem, fensterlosem Ostchor. Der Westturm ist rechteckig und trägt ein Zeltdach mit schiefergedeckter Laterne. Die Fenster des verputzten Bauwerkes sind als Rechteckfenster ausgeführt.
Der Innenraum wird durch eine bemalte Holztonne überspannt. Der Kanzelaltar mit seitlichen Verschlägen ist mit einem geschwungenen Giebel samt Kreuz sowie flankierenden Pilastern versehen, der Kanzelkorb ist halbrund. Der gesamte Altar ist mit einer marmorierenden Bemalung verziert. Die Empore ist doppelgeschossig und hufeisenförmig, ihre Rechteckfelder sind mit marmorierten Zierfeldern versehen. Unter der Empore befindet sich ein massiver, kelchförmiger Taufstein aus Sandstein, der aus romanischen Zeiten datiert. Auf der unteren Empore ist eine verglaste Winterkirche eingerichtet.

## Orgel
1802 erhielt die Kirche eine Orgel mit elf Registern auf einem Manual und Pedal. Das Instrument besaß mechanische Trakturen und zwei Keilbälge im Turmraum. Nach 1950 verschwand die Orgel spurlos, nur die Keilbälge befinden sich heute noch im Turm. Für Gottesdienste wird ein Harmonium genutzt.

## Glocke
1514 erhielt die Kirche die erste heute bekannte Glocke. Zwei Instrumente gingen 1917 verloren. Der dreigefachige Bockstrebenstuhl aus Holz trägt heute noch eine Glocke, die 1822 durch die Gießerei Zeitheim aus Naumburg geschaffen wurde. Sie hängt seit 1952 an einem gekröpften Stahljoch und ist nur per Hand läutbar. Die Glocke erklingt im Nominal fis′ und hat ca. 105 cm Durchmesser.